# Асадов, Малик Хамил оглы
Малик Асадов (27 июня 1962, Хаварлы, Евлахский район — 18 января 1992) — азербайджанский военный, Национальный герой Азербайджана.

## Биография
Родился 27 июня 1962 года в селе Хаварлы Евлахского района. После окончания средней школы в 1979 году был призван в советскую армию. Военную службу проходил в Казахстане.

## Участие в битвах
В начале Первой карабахской войны он участвовал в боях в Ходжалы, Аскеране, Агдаме, Шуше. 18 января 1992 года Малик погиб при отражении атаки на село Набилар Шушинского района.

## Семья
Был женат.

## Память
Асадов Малик Хамиль оглы был посмертно удостоен звания «Национальный герой Азербайджана» указом № 264 Президента Азербайджанской Республики от 8 октября 1992 года.
Похоронен в селе Хаварлы Евлахского района.
Средняя школа деревни Хавали, где учился Малик Асадов, была названа в его честь; при школе воздвигнут бюст героя.